# 西羅韋
47°53′46″N 30°27′18″E / 47.89611°N 30.45500°E
西羅韋（烏克蘭語：Сирове），是烏克蘭的村落，位於該國南部尼古拉耶夫州，由弗拉季伊夫卡區負責管轄，始建於1697年，面積9.52平方公里，海拔高度91米，2024年人口1,240，人口密度每平方公里164.3人。